# Villaggio Santo
Il Villaggio Santo (o semplicemente Santo, Santu in dialetto messinese) è un quartiere di Messina, situato nella Circoscrizione III, circa 3 km a sud-ovest del centro cittadino.
Il quartiere, che ha una forma allungata in direzione nord-sud e sorge alle pendici dei monti Peloritani, confina a sud col Rione Aldisio, a nord con il quartiere Montesanto, a est con il rione Provinciale e ad ovest con Bordonaro.

## Monumenti e luoghi d'interesse

### Architetture religiose
Il quartiere ospita parte del cimitero monumentale di Messina, uno dei più importanti cimiteri monumentali d'Italia. Il cimitero monumentale fu costruito dal comune di Messina tra il 1865 e il 1872. In questo rione nacque il famoso eroe di Guerra Salvatore Todaro.
La chiesa principale del quartiere è la chiesa di Santa Maria della Consolazione.

## Infrastrutture e trasporti
Il Santo è lambito a sud dal Viale Gazzi, la strada che segna il confine tra il quartiere e il Rione Aldisio e che collega l'area di Gazzi all'autostrada A20 e a Bordonaro, e a nord dal Viale Europa, che collega il centro di Messina all'autostrada e a Camaro
Varie linee di autobus, gestite da ATM, collegano il Santo ai quartieri limitrofi e al centro di Messina.